# Моралес, Луис де
Луис де Мора́лес (исп. Luis de Morales, 1509(?), Бадахос(?) — 9 мая 1586, Бадахос) — испанский живописец XVI века, яркий представитель испанского маньеризма.

## Биография
Известия о происхождении и начале жизни Луиса де Моралеса ненадёжны. Антонио Паломино, испанский биограф XVIII века, оставил о нём очень краткие сведения, но и они подвергаются сомнению современными историками. Большинство, следуя Паломино, указывают его местом рождения Бадахос, город в Эстремадуре на границе с Португалией, хотя Хусепе Мартинес считал, что Моралес был родом из Севильи. Точное время рождения художника тоже неизвестно, обычно считают, что он появился на свет между 1509 и 1520 годами.
Документов о его обучении не сохранилось. Известно, что в его семье были художники, а Паломино упоминает учёбу в Севилье у фламандца Педро де Кампанья. И действительно, специалисты находят в его стиле отпечаток фламандского влияния. С другой стороны, пристрастие Моралеса к сфумато и приёмам ломбардской школы заставили некоторых историков предположить посещение им Италии примерно в 1540 году. Другие, отвергая эту гипотезу, считают, что он мог познакомиться с творчеством леонардесков и в Испании.
Моралес редко подписывал и датировал свои работы. Поэтому его самая ранняя датированная работа «Богородица с иволгой» (исп. La Virgen del Pajarito) относится к 1546 году, когда художник был уже зрелым мастером, пользующимся широкой известностью.
В 1549 году Луис де Моралес женился на Элеоноре де Чавес, племяннице главы Бадахоса. От этого брака родились три дочери и два сына — Херонимо и Кристобаль, которые со временем стали помогать отцу в его мастерской. В следующее десятилетие стиль Моралеса оформился и завоевал признание местной элиты, а его заказчиками и покровителями были, среди прочих, сменявшие друг друга епископы, возглавлявшие епархию Бадахоса.
В 1562 году епископом Бадахоса становится Хуан де Рибера — крупнейший деятель испанской контрреформации, будущий архиепископ и вице-король Валенсии. Сторонник католического обновления в духе Тридентского собора, идей Хуана де Авила и Луиса де Гранада, Рибера стал важнейшим заказчиком Моралеса в 1560-е годы и оказал большое влияние на его искусство.
Моралес работал почти всю жизнь в Бадахосе и редко покидал город за исключением редких поездок в Толедо, Эвору и Эскариал, где, по сообщению Паломино, выполнял заказы Филиппа II. Однако широкая известность его работ порождала большой спрос и заказы из самых разных мест. Для их выполнения Моралес основал большую мастерскую, в которой работало несколько помощников, включая двух его сыновей. Ученики создавали бесчисленные копии и подражания мастеру, которые не всегда легко отличить от оригиналов. Заказчики — прелаты, духовные братства, ордена, приходы, набожные миряне — приобретали множество картин, поскольку они отвечали распространённым вкусам и представлениям о сакральности, а также стандартам просвещённого благочестия, утвердившимися после Тридентского собора. Поскольку творчество художника было посвящено практически исключительно религиозной тематике, он заслужил прозвище «Божественный Моралес» (исп. El divino Morales).
Художник, уже старый и немощный, утративший остроту зрения и твердость руки, не мог работать последние пять или шесть лет жизни и скончался в своем доме в Бадахосе в 1586 году. Но ещё несколько лет из его мастерской продолжали выходить многочисленные копии и вариации его работ.
Памятник Луису де Моралесу был установлен в Бадахосе в 1925 году.

## Творчество
Творческий путь Моралеса охватывает более полувека. Почти все это время он жил и работал в Бадахосе, но его произведения пользовались спросом по всему полуострову. Он создавал в основном небольшие алтарные картины и образы для индивидуального поклонения. Стиль Моралеса, сложившийся под явным влиянием нидерландской и итальянской живописи XV и начала XVI века, сочетающий изобразительную эффектность с сильным эмоциональным зарядом, оказался созвучен духовной атмосфере эпохи. Он, вероятно, казался современникам несколько архаичным. Акцент на теме страдания и доведенная до высшей степени одухотворенность его персонажей напоминали образы средневековья.
Завоевавшие популярность композиции «Мадонна с младенцем», «Пьета», «Христос, несущий крест», «Се Человек», образы святых многократно копировались и варьировались самим художником и его учениками. Несколько таких картин формировали многочастные алтари в основном в сельских приходах. С 1563 по 1568 год он вместе с учениками создал большой алтарь из 20 частей со сценами из жизни Христа для церкви Нуэстра Сеньора де ла Асунсьон в Арройо де ла Лус.
Изображая страдания Христа и горе Богоматери, Моралес использовал для усиления воздействия на зрителя маньеристические приёмы — вытягивал пропорции фигур, застывших в напряженных позах, придавая и телам, и всему полотну холодный серовато-зелёный и голубой оттенок.

## Галерея
- Ecce Homo.  около 1565-1570. Дерево, масло, 75 × 57 см, Испанское общество Америки, Нью-Йорк, США[23]
- Скорбящая Богоматерь.  1570-е гг. Дерево, масло, 82 × 57 см, Эрмитаж, Санкт-Петербург, Россия[24]
- Мадонна с младенцем и Иоанном Крестителем. Около 1545-1555. Дерево, масло. Новый собор Саламанки, Испания[25]
- Поклонение волхвов. 1565 - 1570. Дерево, масло, 98,9 × 166,6 см, Прадо, Мадрид, Испания[26]
- Христос, несущий крест с Богоматерью и святым Иоанном. Около 1570 г. Дерево, масло, 61 x 82,5 см, Базельский художественный музей, Швейцария[27]
- Триптих Оньяте: Скорбящая Богоматерь. Ecce homo. Иоанн Богослов. 1562-1568 гг. Дерево, масло, 80 x 140 см в раскрытом виде, Музей Кадиса, Испания. 
В правой части вместе со святым изображен жертвователь - Хуан де Рибера[28].
- Се человек. Дерево, масло, 35,5 x 27,3 см, ГМИИ им. Пушкина, Москва, Россия[29].
- Святой Иероним в пустыне. Холст, масло, 62 x 46,5 см, 1570-е годы, Национальная галерея Ирландии, Дублин  [30]
- Христос скорбящий. Дерево, масло, 64,45 x 46,36 см, около 1560, Институт искусств, Миннеаполис, США[31].
- Принесение Младенца Иисуса во храм. 1557 - 1567. Дерево, масло,  146,5 × 116 см, Прадо, Мадрид, Испания[32]
- Святое семейство.  1554-1560. Дерево, масло, 91 × 67 см, Испанское общество Америки, Нью-Йорк, США[33]
- Рождество Богородицы. 1552 - 1567. Дерево, масло,  69,2 × 93,2 см, Прадо, Мадрид, Испания[34]